# Antiguraleus otagoensis
Antiguraleus otagoensis é uma espécie de gastrópode do gênero Antiguraleus, pertencente a família Mangeliidae.